# Фейнингер, Теодор Люкс
Теодор Люкс Фейнингер (настоящее имя — Теодор Лукас Фейнингер; Theodore Lukas Feininger, также T. Lux Feininger; 11 июня 1910, Берлин — 7 июля 2011, Кембридж, Массачусетс) — немецкий и американский художник и фотограф.

## Жизнь и творчество
Родился в семье американского художника-экспрессиониста Лионеля Фейнингера и его супруги Джулии, был их младшим сыном. В 1927 году начал работать в берлинском фотоагентстве DEPHOT; в 1929 году он участвовал в выставке Film und Photo в Штутгарте. Художественной деятельностью занимался с 1929 года. Изучал живопись в Дессау под руководством таких профессоров, как Ласло Мохой-Надь и Оскар Шлеммер, участвовал в художественном движении «Баухаус», увлекался джазом, играл в джаз-группе. Позднее занимался профессионально художественной фотографией, как и его старший брат Андреас и сводная сестра Лора Фейнингер. В 1930 году увлекается живописью, длительное время живёт в Париже, поддерживая многочисленные связи в художественной среде. В 1935 году возвращается в Германию, но будучи чуждым национал-социалистскому режиму, на следующий год мигрирует в США. Живёт и работает в Нью-Йорке. Начиная с 1950 -х годов Теодор Люкс занимается исключительно живописью. Хотя в его работах остаётся заметное влияние стиля «„баухаус“», художник сумел разработать и свою собственную оригинальную манеру рисунка. Вплоть до 1947 года он подписывает свои работы псевдонимом «Theodor Lux». Позднее, кроме художественного творчества, был известен также ак писатель. Занимался преподавательской деятельностью в Нью-Йорке, Гарварде и в Бостоне.
Т. Л. Фейнингер был дважды женат, его первая супруга Жанна рано скончалась. Вторично вступил в брак в 1954 году с Патрисией Рэнделл. В этом браке родились трое сыновей.

## Дополнения
- T. Lux Feininger на bauhauskooperation.de
- Theodore Lux Feininger: Meeresleuchten
- акварельные рисунки Т. Л. Фейнингера в серии Lieb & Teuer с Janin Ullmann о 8 октября 2017, видео (на немецком языке)
- Работы Т. Л. Фейнингера на www.Kunst-Archive.net